# گتو بیاویستوک
گتو بیاویستوک (به لهستانی: getto w Białymstoku) یک گتو در لهستان تحت اشغال نازی بود که توسط افسران آلمانی اس‌اس میان ۲۶ ژوئیه ۱۹۴۱ تا ۱۵ سپتامبر ۱۹۴۳ اداره می‌شد و در شهر بیاویستوک قرار داشت. نزدیک ۵۰ هزار یهودی از این شهر و محلات اطراف در این گتوی با مساحت کوچک محاصره شده بودند. این گتو توسط رودخانه بیاوا به دو بخش تقسیم می‌شد. بیشتر زندانیان در آن برای کمک به ماشین جنگی آلمان در صنایعی چون پارچه کفش‌دوزی، و شرکت‌های فراورده‌های شیمیایی به کار اجباری گرفته می‌شدند. این گتو در نوامبر ۱۹۴۳ برچیده شد. ساکنان آن با قطارهای هولوکاست به اردوگاه‌های مایدانک و تربلینکا فرستاده شدند. تنها چند صد نفر از ایشان که توانستند یا در مناطق لهستانی شهر پنهان شوند یا در جریان خیزش گتوی بیاویستوک فرار کنند از جنگ جان سالم به در بردند.

## تاریخچه

### شکل‌گیری
گتو بیاویستوک به شکل رسمی د ۲۶ ژوئیه ۱۹۴۱ و به دستور مقامات نظامی آلمان گشایش یافت. انتقال یهودیان به مکانی از پیش تعیین شده توسط جودنرات صورت گرفت. همه لهستانی‌های ساکن گتو به ناچار از آن بیرون انداخته شدند. در این گتو گاه تا سه خانواده یهودی در اتاق‌های یکخوابه که با پرده از هم جدا شده بودند اسکان داده می‌شدند. در آغاز گتو دو ورودی داشت اما در ۱ اوت ۱۹۴۱ از جهان بیرون جدا شد در حالی که ۴۳٬۰۰۰ تن در آن اسیر شده بودند. جودنرات که متشکل از ۲۴ یهودی بود نخستین جلسه خود را در ۲ اوت برقرار کرد و مسئولیت برپایی مکان‌های توزیع غذای کوپنی، مدرسه، درمانگاه، ایستگاه‌های پلیس گتوی یهودی، حمام‌ها، و دیگر نیازمندی‌های گتو را بر دوش گرفت. جودنرات اقدام به تشویق کار کردن سخت برای بقای ساکنین می‌کرد. مسئولیتش نیز تهیه فهرستی از کار انجام شده و تعداد کارگران برای آلمانی‌ها بود. در مدت زمانی کوتاه جمعیت گتو به ۵۰٬۰۰۰ اسیر یهودی افزوده شد. در اطراف این گتو دیوارهای بلند چوبی با سیم خاردار گذاشته شده بود تا از خروج ساکنین جلوگیری کند. کارخانه‌های پارچه‌بافی و ساخت سلاح نیز در درون گتو با کمک جودنرات بر پا شدند. میزان غذا و کوپن‌های دریافتی نیز به شدت کنترل می‌شد.name="Datner"/>

### نخستین اخراج‌ها
در سپتامبر ۱۹۴۱ مقام‌های نازی ادعا کردند که تعداد یهودیان ساکن بیاویستوک بسیار زیاد است و دستور دادند تا تعدادی از ساکنان به پروژانی در بلاروس اخراج شوند. اخراج این افراد در ۱۸ سپتامبر آغاز شد و برای یک ماه ادامه داشت. ضعیف‌ترین و فقیرترین این یهودیان که تعدادشان بالغ بر ۴٬۵۰۰ نفر می‌شد اخراج شدند، دیگران نیز توانستند با رشوه دادن به آلمانی‌ها یا جودنرات خود را از خطر اخراج برهانند. تا ۱۸ ژانویه، تعداد اعضای جودنرات به ۱٬۶۰۰ و در ژوئن به ۴٬۰۰۰ نفر رسید، چرا که این اعضا می‌توانستند غذای بیشتر و زغال سنگ در زمستان دریافت کنند. در همین حین، وعده‌های غذایی برای جمعیت کلی گتو به شدت کاهش پیدا کرد و از نخست ۵۰۰ گرم نان در روز به ۳۰۰ گرم رسید که باعث قحطی و گرسنگی گسترده در گتو شد. به گفته ریوا شیندر، یکی از بازماندگان، گتو به مثابه «نماد سرکوب تحقیرآمیز، شلیک و حلق‌آویز کردن» شده بود. قاچاق غذا از بیرون به درون گتو مجازات مرگ داشت. در دسامبر ۱۹۴۱ گروهی مقاومتی از میان یهودیان گتو تشکیل شد. این گروه به رهبری تادوش یاکوبوفسکی و نیورا زرنیاکوفسکا شکل گرفت و اقدام به پخش اطلاعیه و گوش سپردن به رادیوهای خارجی می‌کرد. آن‌ها همچنین اقدام به خرابکاری در کارخانه‌های گتو می‌کردند.

### اخراج‌های بیشتر و خیزش

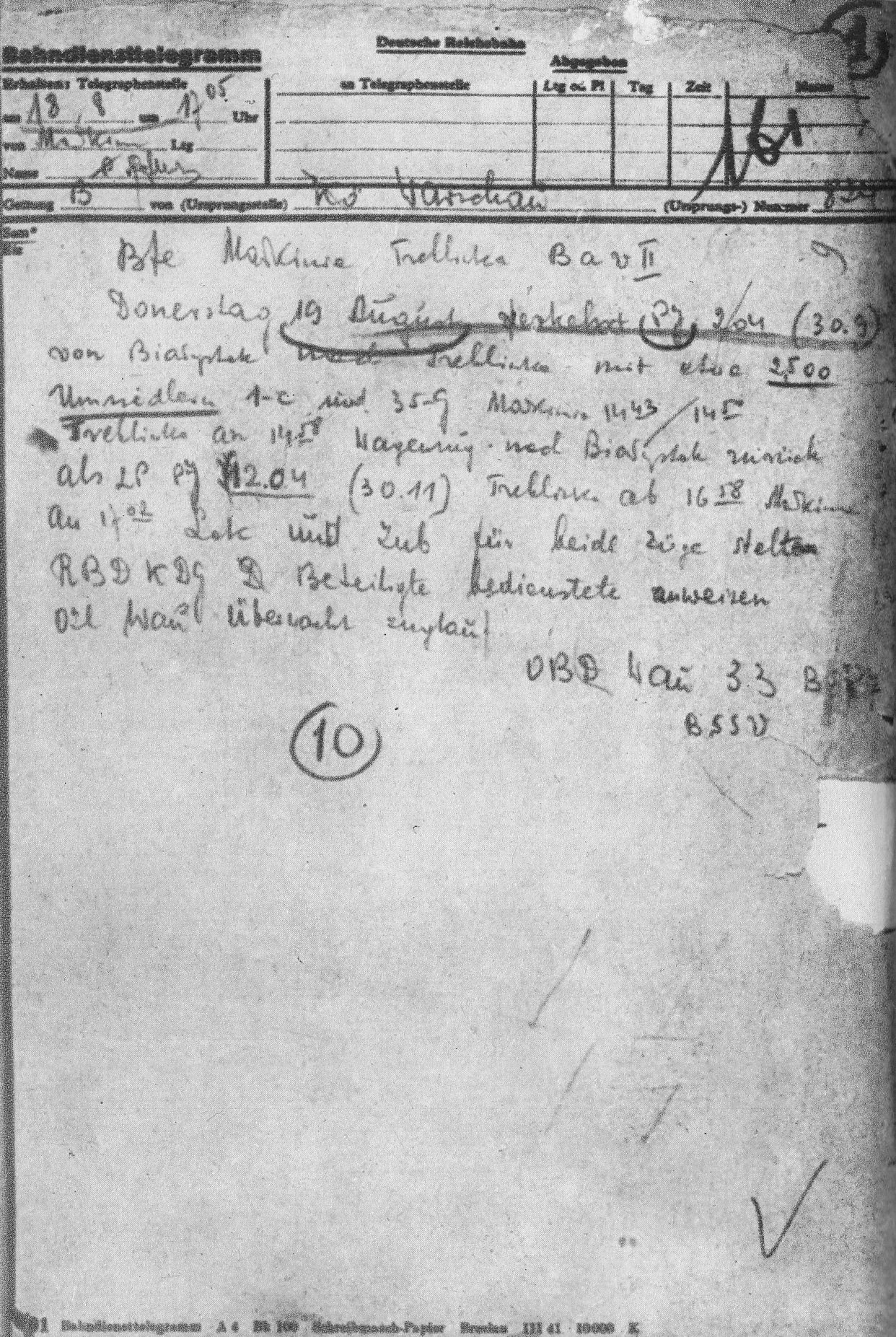
تلگرام دویچه رایخسبان دربارهٔ آخرین قطار انتقالی شامل ۳۵ واگن از بیاویستوک به اردوگاه مرگ تربلینکا در ۱۸ اوت ۱۹۴۳. این واپسین خروج قطار از این ایستگاه پیش از بسته شدن اردوگاه بود.

در ۵ تا ۱۲ فوریه ۱۹۴۳، نخستین گروه از تقریباً ۱۰٬۰۰۰ یهودی بیاویستوک برای اخراج انبوه از گتو به صف شدند. آن‌ها توسط قطارهای هولوکاست به سوی مرگ خویش در اردوگاه مرگ تربلینکا فرستاده می‌شدند. ۲٬۰۰۰ قربانی دیگر نیز که یا بسیار ضعیف بودند یا توانی برای راه رفتن به سوی واگن‌های قطار را نداشتند در همان‌جا با سلیک به سر کشته شدند. در همین حال، نزدیک به ۷٬۶۰۰ زندانی به اردوگاه انتقالی مرکزی درون شهر منتقل شدند تا مورد گزینش بیشتر قرار گیرند. آنانی که توانایی کار کردن داشتند به اردوگاه کار اجباری مایدانک فرستاده شدند. در مایدانک پس از دور دیگری از گزینش به منظور سنجش توانایی کار کردن، ایشان به اردوگاه کار اجباری پونیاتووا یا اردوگاه کار و پاکسازی آشوویتس فرستاده شدند. آنانی که دارای توانایی برای کار تشخیص داده نمی‌شدند در اتاق‌های گاز مایدانک کشته شدند. بیش از ۱٬۰۰۰ کودک یهودی نخست به تریزینشتات در بوهم فرستاده و سپس به آشوویتس-برکناو تا در آنجا کشته شوند. تنها چند ماه بعد و به عنوان بخشی از عملیات راینهارد، گتو در ۱۶ اوت ۱۹۴۳ توسط گردان‌های اس‌اس آلمانی به همراه همدستان اوکراینی، استونیایی، لاتویایی، و بلاروسی ایشان (شناخته شده با عنوان مردان تراونیکی) مورد حمله قرار گرفت تا ساختمان‌های آن به کلی نابود شود. یهودیان ساکن که خود را در برابر تبعید نهایی می‌دیدند و همه امید خود برای بقا را از دست رفته تلقی می‌کردند اقدام به برپایی خیزش گتوی بیاویستوک کردند. در شب ۱۶ اوت ۱۹۴۳، چند صد یهودی لهستانی مقاومتی مسلحانه بر ضد برچیده شدن گتو ترتیب دادند.
به گفته تاریخدان جنگ و بازمانده هولوکاست، سیمون داتنر: «محاصره گتو یک ماه تمام ادامه داشت و در ۱۵ سپتامبر ۱۹۴۳ پس از آنکه واپسین شعله‌های مقاومت خاموش شدند نیروهای اس‌اس عقب‌نشینی کردند.» در این هنگام اخراج گسترده ساکنین آغاز شد. تنها تعداد کمی از یهودیان توانستند فرار کنند و به گروه‌های پارتیزانی مختلف در منطقه بیاویستوک بپیوندند. در اوت ۱۹۴۴، ارتش سرخ توانست بیاویستوک را آزاد کند.